# Поспелково
Поспелково — посёлок в Свердловской области России, административно подчинённый городу Серову. Входит в Серовский муниципальный округ.
Ранее Поспелково входило в состав Верх-Сосьвинского сельсовета Серовского района.

## Географическое положение
Посёлок Поспелково расположен в 22 километрах (по дорогам в 41 километре) к юго-востоку от города Серова, в междуречье Сосьвы и Падуна. В посёлке расположена железнодорожная станция Поспелково Свердловской железной дороги.

## История
С 1 октября 2017 года согласно областному закону N 35-ОЗ статус изменён с посёлка железнодорожной станции на посёлок.

## Население
| 2002 | 2010 |
| ---- | ---- |
| 20   | ↘11  |